# Họ Tắc kè hoa
Họ Tắc kè hoa (danh pháp khoa học: Chamaeleonidae) là một họ thuộc bộ Bò sát có vảy. Có 200 loài đã được mô tả đến thời điểm tháng 6 năm 2015. 
Tắc kè hoa là loài sinh hoạt về đêm và thích nghi với việc săn bắt các động vật không xương sống bằng thị giác, chủ yếu là côn trùng, mặc dù các loài lớn cũng có thể bắt các động vật có xương sống nhỏ. Tắc kè hoa thường là di chuyển trên cây, nhưng cũng có nhiều loài sống trên mặt đất. Các loài sống trên cây sử dụng chiếc đuôi có khả năng cầm nắm của chúng như một điểm neo bổ sung khi chúng di chuyển hoặc nghỉ ngơi trên cây hoặc bụi rậm; vì điều này, đuôi của chúng thường được gọi là "chi thứ năm". Tùy thuộc vào loài, phạm vi phân bố của tắc kè hoa trải dài từ điều kiện rừng nhiệt đới đến sa mạc và từ vùng đất thấp đến cao nguyên, với phần lớn hiện diện ở châu Phi (khoảng một nửa số loài được giới hạn ở Madagascar), nhưng với một loài duy nhất ở miền nam châu Âu và một số loài trên khắp miền nam châu Á đến tận Ấn Độ và Sri Lanka. Chúng đã được được du nhập vàoHawaii, California, và Florida.

## Phân loại
Năm 1986, họ Chamaeleonidae được chia thành hai phân họ, Brookesiinae và Chamaeleoninae. Theo phân loại này, Brookesiinae bao gồm các chi Brookesia và Rhampholeon, cũng như các chi sau đó tách ra khỏi chúng (Palleon và Rieppeleon), còn Chamaeleoninae bao gồm các chi Bradypodion, Calumma, Chamaeleo, Furcifer và Trioceros,cũng như các chi sau đó tách ra khỏi chúng (Archaius, Nadzikambia và Kinyongia). Tuy nhiên, kể từ thời điểm đó, tính hợp lệ của việc chỉ định phân họ này đã là chủ đề gây tranh cãi, mặc dù hầu hết các nghiên cứu phát sinh chủng loại đều ủng hộ quan điểm cho rằng tắc kè hoa lùn thuộc phân họ Brookesiinae không phải là nhóm đơn ngành. Trong khi một số nhà phân loại trước đây ưa thích sử dụng cách phân loại dưới họ này trên cơ sở thiếu nguyên tắc bằng chứng, các nhà phân loại này sau đó đã từ bỏ sự phân chia phân họ này, không còn công nhận bất kỳ phân họ nào cùng với họ Chamaeleonidae.
Tuy nhiên, vào năm 2015, Glaw đã thực hiện lại cách phân chia phân họ bằng cách chỉ đặt các chi Brookesia và Palleon trong phân họ Brookesiinae, với tất cả các chi khác được đặt trong Chamaeleoninae.

## Cấu tạo
Chúng nổi bật với chân zygodactyl, cặp mắt lập thể và con ngươi của chúng có thể xoay độc lập nên tắc kè có thể nhìn theo hai hướng cùng lúc mà không cần di chuyển đầu di động riêng biệt.

## Cách thức ăn thịt
Chiếc lưỡi rất dài, biến hóa cao và di chuyển với tốc độ cao để tóm lấy con mồi.

## Vai trò của màu sắc trên da cơ thể
Chúng có khả năng thay đổi màu da bao gồm hồng, xanh dương, đỏ, da cam, xanh ngọc, vàng, và màu xanh lá cây. Màu sắc là một ngôn ngữ được sử dụng để bảo vệ lãnh thổ, thể hiện cảm xúc và giao tiếp với bạn tình tiềm năng. Nó cũng là một phương tiện điều tiết thân nhiệt. Cách tắc kè hoa thay đổi màu sắc thật thú vị: Các tế bào chứa nhiều sắc tố nằm dưới da và có thể ""mở"", ""đóng"" để phơi bày màu sắc. Chẳng hạn, khi tức giận, tắc kè hoa mở tế bào chứa sắc tố nâu - melanin, giúp biến nó thành màu thẫm. Khi nó thư giãn, tế bào chứa sắc tố vàng hoặc xanh kết hợp, làm cho da có màu xanh dịu. Khi bị kích thích tình dục, tắc kè hoa tạo ra rất nhiều màu sắc và hoa văn. Vào ban đêm, nhiều tắc kè hoa biến thành màu trắng.

## Khả năng thay đổi màu da
Tắc kè hoa có khả năng thay đổi màu da bao gồm hồng, xanh dương, đỏ, da cam, xanh ngọc, vàng, và màu xanh lá cây. Da tắc kè hoa có một lớp bề mặt chứa các sắc tố và bên dưới lớp này là các tế bào có tinh thể guanine rất nhỏ (có kích thước nano). Tắc kè hoa thay đổi màu sắc bằng cách "chủ động điều chỉnh phản ứng quang tử của mạng tinh thể nano guanine nhỏ trong tế bào s-iridophores". Sự điều chỉnh này, bằng một cơ chế phân tử chưa xác định, làm thay đổi bước sóng ánh sáng phản chiếu khỏi các tinh thể làm thay đổi màu da. Sự thay đổi màu sắc ex vivo được nhân đôi bằng cách sửa đổi độ thẩm thấu của các mảnh da trắng. Màu sắc là một ngôn ngữ được sử dụng để bảo vệ lãnh thổ, thể hiện cảm xúc và giao tiếp với bạn tình tiềm năng. Nó cũng là một phương tiện điều tiết thân nhiệt. Các tế bào chứa nhiều sắc tố nằm dưới da và có thể ""mở"", ""đóng"" để phơi bày màu sắc. Tắc kè hoa thay đổi màu da thông qua việc tái sắp xếp chủ động mạng các tinh thể nano phản xạ ánh sáng nằm ở lớp bề mặt da trên cùng iridophore. Chẳng hạn, khi tức giận, tắc kè hoa mở tế bào chứa sắc tố nâu - melanin, giúp biến nó thành màu thẫm. Khi nó thư giãn, tế bào chứa sắc tố vàng hoặc xanh kết hợp, làm cho da có màu xanh dịu. Khi bị kích thích tình dục, tắc kè hoa tạo ra rất nhiều màu sắc và hoa văn. Vào ban đêm, nhiều tắc kè hoa biến thành màu trắng.

## Phân bố và tính đa dạng
Chúng thích nghi độc đáo cho việc leo trèo và săn bắn thị giác, khoảng 160 loài tắc kè hoa phạm vi từ châu Phi, Madagascar, Nam Âu, trên toàn Nam Á, Sri Lanka; đã được nhập nội đến Hawaii, California, Florida, và được tìm thấy trong môi trường sống ấm áp khác nhau từ rừng mưa đến sa mạc.

## Vai trò
Tắc kè hoa thường được giữ như là vật nuôi trong gia đình.

## Cách thức duy trì nhiệt
Tắc kè hoa có cơ thể dẹt, tạo điều kiện để di chuyển dễ dàng qua các cành cây và cho phép chúng hấp thụ nhiệt hiệu quả trong buổi sáng và buổi tối bằng cách hướng phần cơ thể về phía Mặt trời.

## Sinh sản
Tắc kè hoa sinh sản hữu tính. Một số loài tắc kè hoa sinh sản vô tính.
Hầu hết tắc kè hoa là loài đẻ trứng, nhưng tất cả các loài Bradypodion và nhiều loài Trioceros là noãn thai sinh (mặc dù một số nhà sinh vật học thích tránh thuật ngữ noãn thai sinh vì về sự mâu thuẫn với việc sử dụng nó ở một số nhóm động vật, thay vì chỉ sử dụng sinh con).
Các loài tắc kè hoa đẻ trứng đẻ trứng từ ba đến sáu tuần sau giao phối. Con cái sẽ đào một cái hố sâu từ 10–30 cm (4–12 in), sâu tùy theo loài—và đẻ trứng. Kích thước quả trứng rất khác nhau tùy theo loài. Các loài Brookesia nhỏ chỉ có thể đẻ từ hai đến bốn quả trứng, trong khi tắc kè hoa che mặt lớn (Chamaeleo calyptratus) có thể đẻ từ 20–200 quả trứng (tắc kè hoa che mặt) và 10–40 quả trứng (tắc kè hoa báo). Kích thước ly hợp cũng có thể khác nhau rất nhiều giữa các loài cùng loại. Trứng thường nở sau 4 đến 12 tháng, tùy thuộc vào loài. Trứng của tắc kè hoa Parson (Calumma parsoni) thường mất 400 đến 660 ngày để nở.

## Hình ảnh

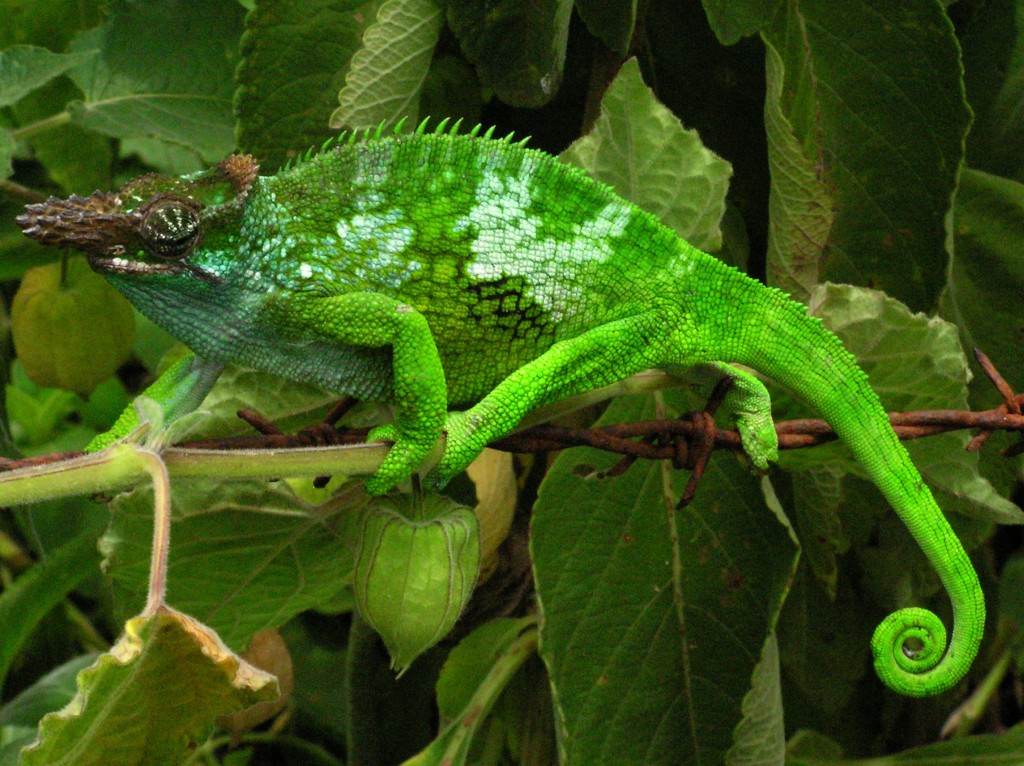
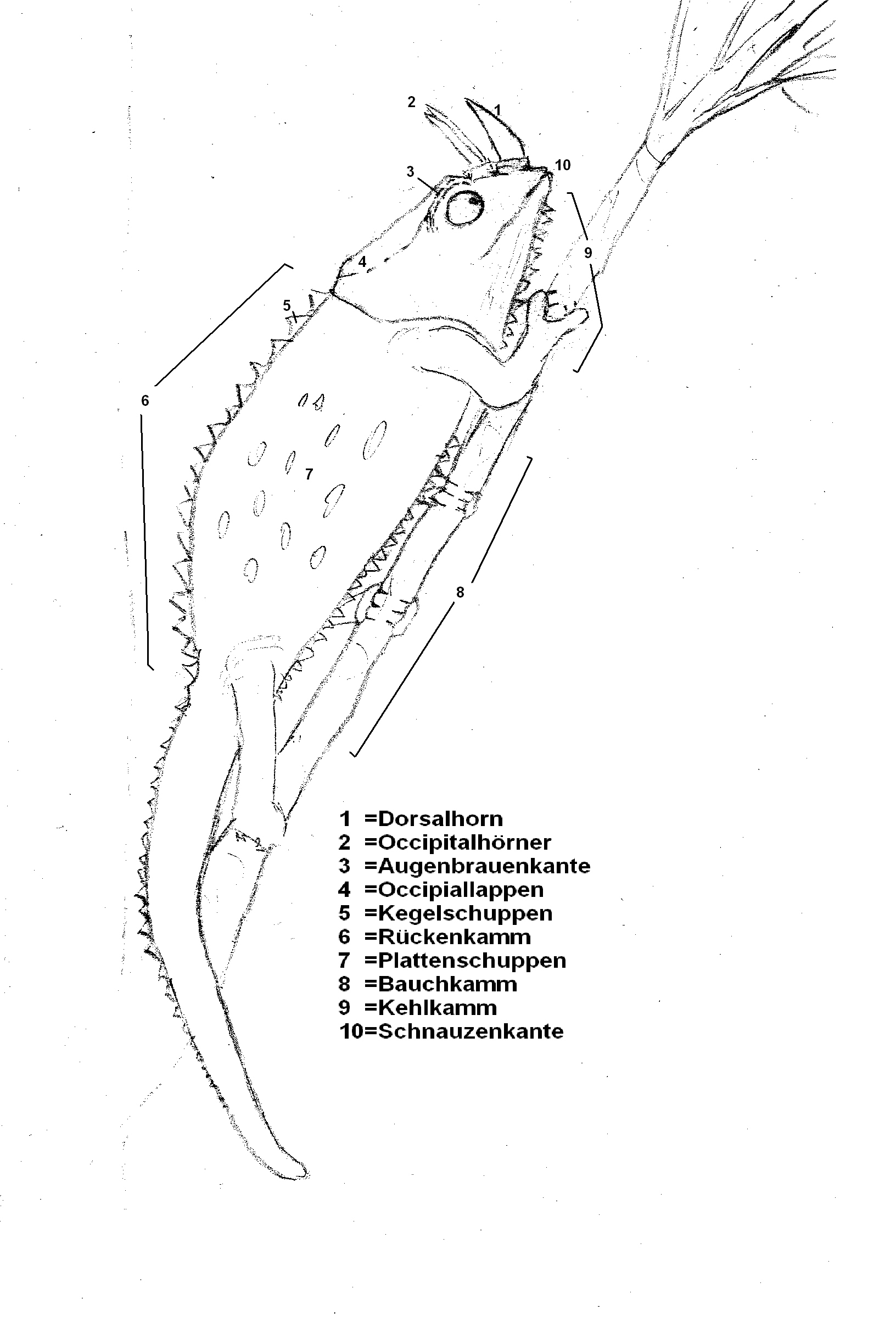
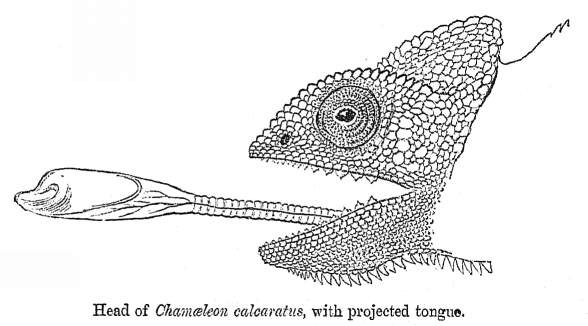
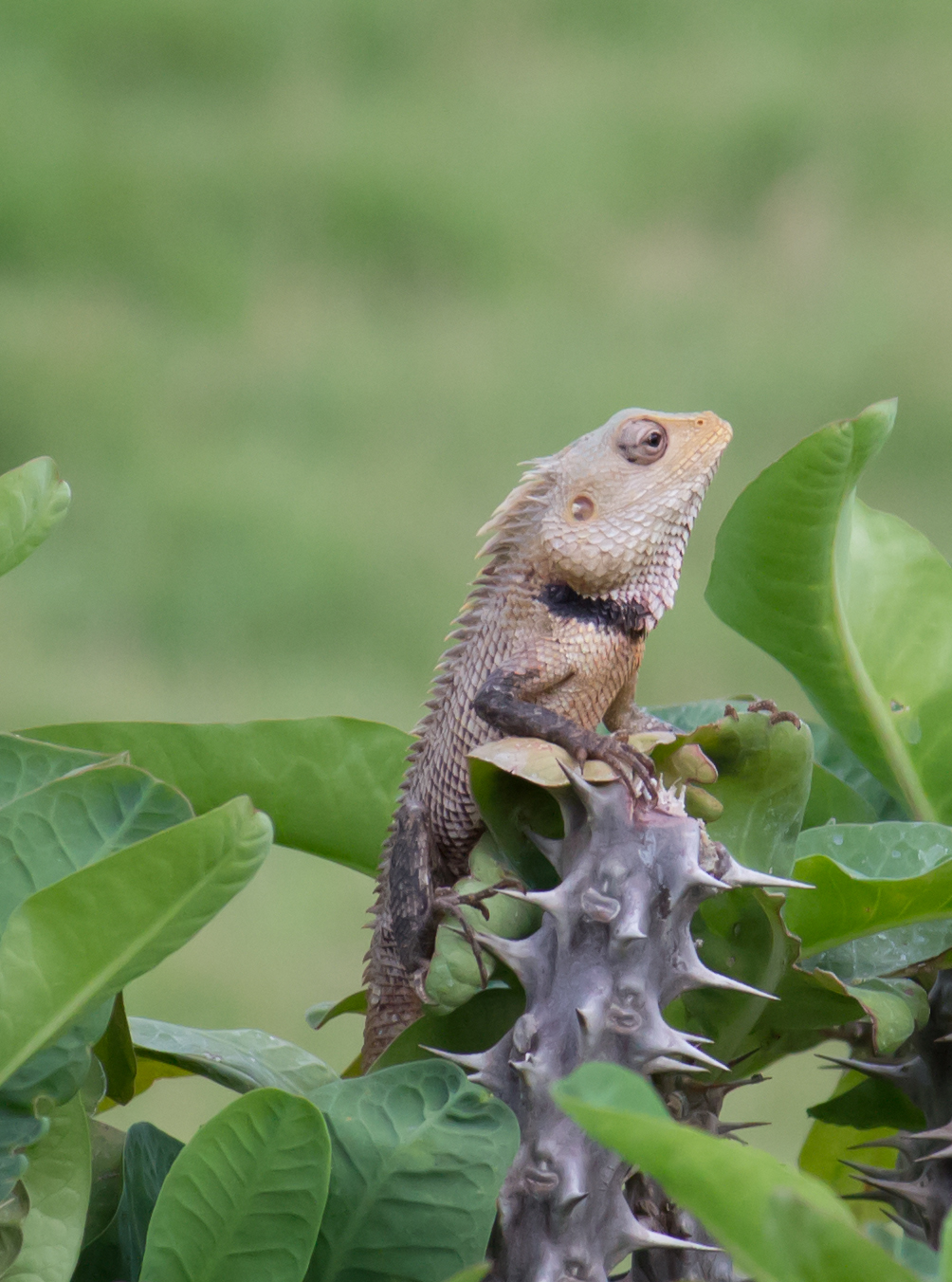
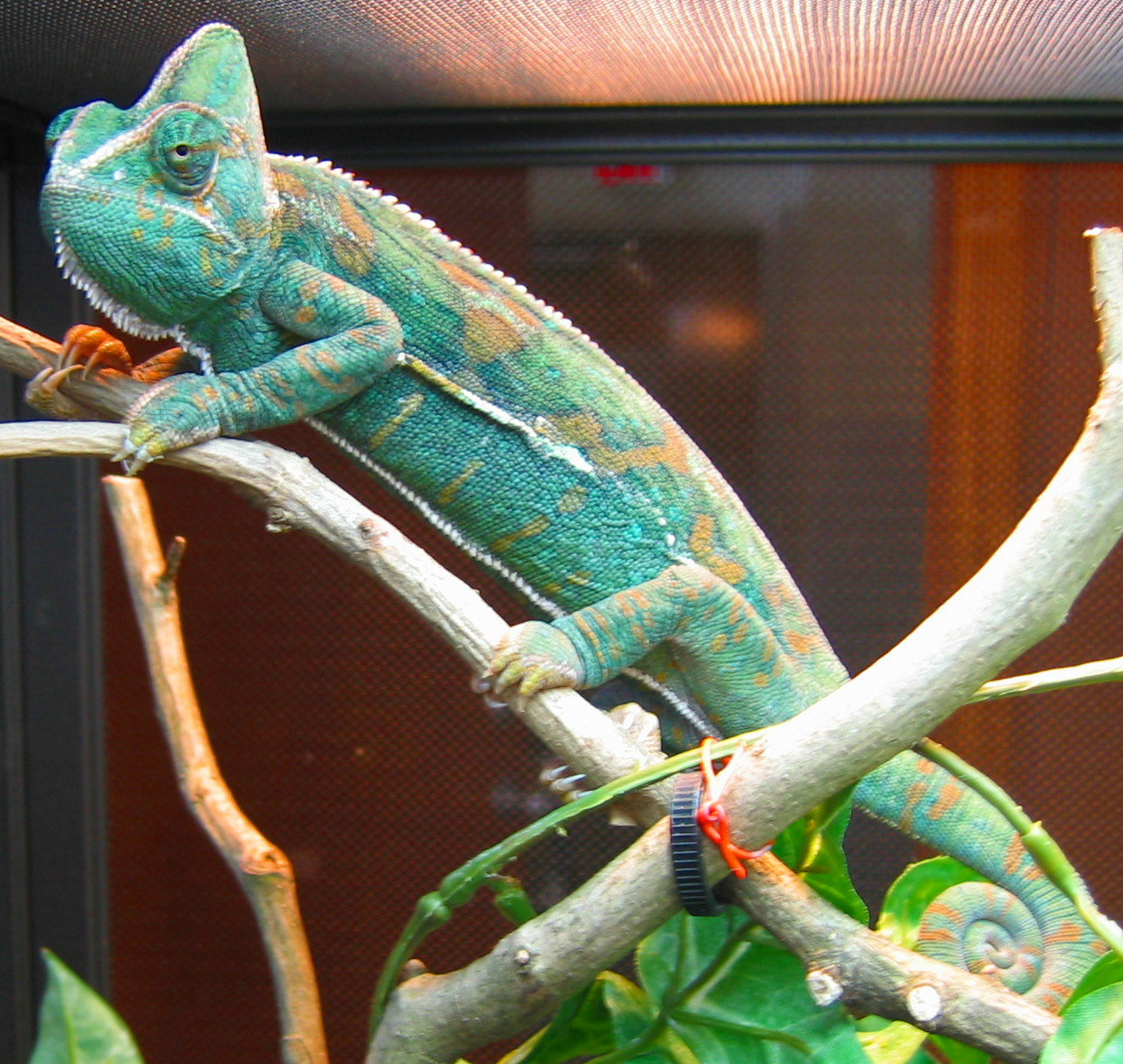
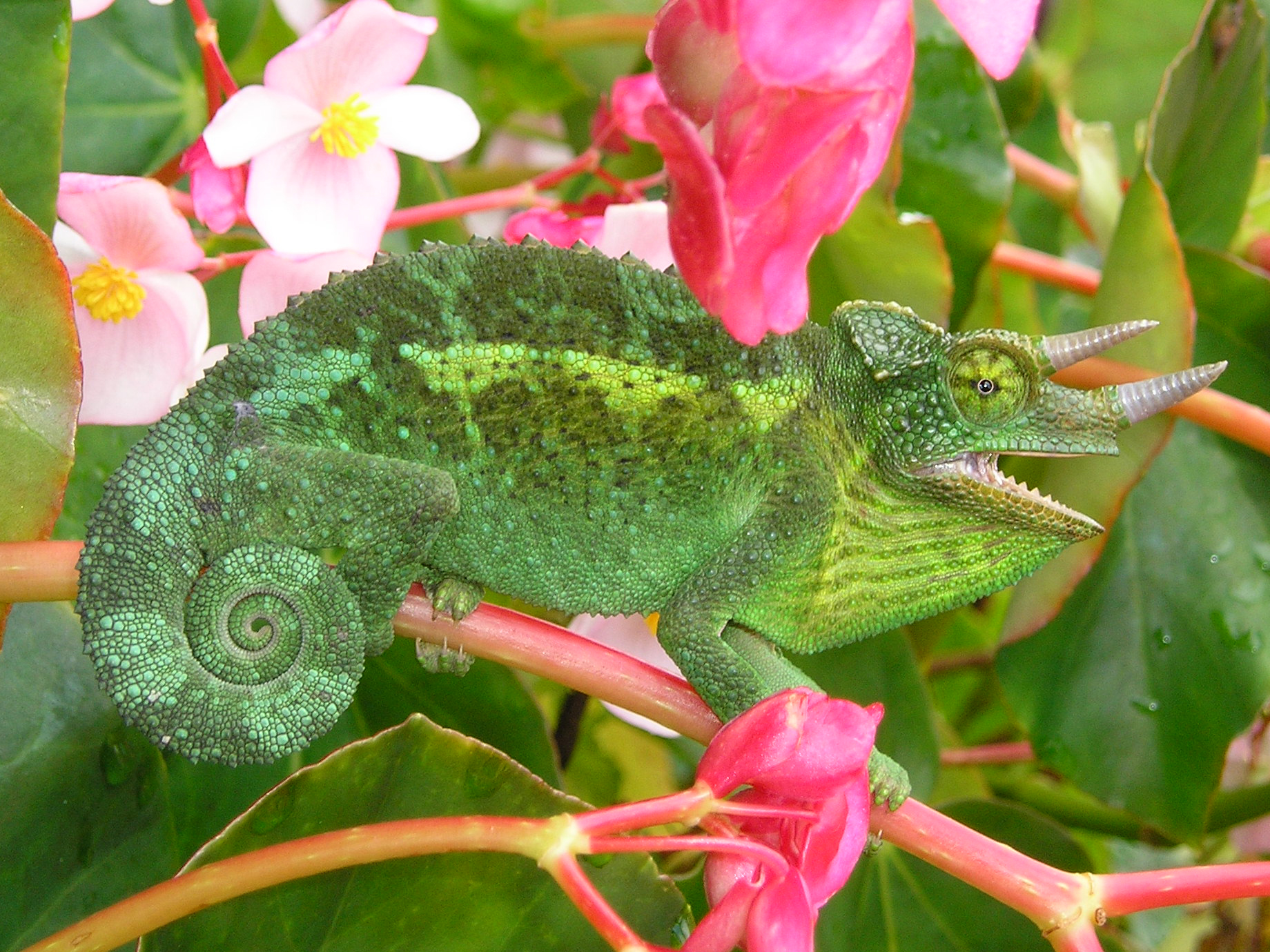